# Attaque rectangle
En cryptanalyse, l'attaque rectangle est une extension de l'attaque boomerang. Elle a été inventée en 2001 par Eli Biham et son équipe pour attaquer leur chiffrement Serpent, candidat au concours AES. Cette approche a prouvé son efficacité sur d'autres chiffrements comme KASUMI.